# Irene Huss - Den som vakar i mörkret
Irene Huss - Den som vakar i mörkret, es una película de crimen y misterio estrenada el 6 de julio de 2011 por DVD y 16 de marzo de 2013 dirigida por Richard Holm. 
La película es la séptima entrega de la serie de películas que forman parte de Irene Huss.
La película está basada en el personaje principal de las novelas de la escritora sueca Helene Tursten.

## Historia
Dos exploradores encuentran una tumba con el cuerpo de una mujer muerta en un campo desolado, cuando Irene Huss y su equipo comienzan a investigar el caso, descubren nuevas tumbas con cuerpos femeninos con algún objeto personal. 
El equipo deberá encontrar al asesino en serie antes de que ataque de nuevo.

## Personajes

### Personajes principales
| Actor             | Personaje       | Ocupación            |
| ----------------- | --------------- | -------------------- |
| Angela Kovács     | DI. Irene Huss  | Detective Inspectora |
| Lars Brandeby     | Sven Andersson  | -                    |
| Dag Malmberg      | Jonny Blom      | -                    |
| Emma Swenninger   | Birigtta Moberg | -                    |
| Anki Lidén        | Yvonne Stridner | -                    |
| Eric Ericson      | Fredrik Stridh  | -                    |
| Reuben Sallmander | Krister Huss    | -                    |
| Mikaela Knapp     | Jenny Huss      | -                    |
| Felicia Löwerdahl | Katarina Huss   | -                    |

### Personajes secundarios
| Actor                       | Personaje                  | Ocupación                        |
| --------------------------- | -------------------------- | -------------------------------- |
| Jonas Karlström             | Daniel Börjesson           | -                                |
| Catherine Hansson           | Ulla Dahlsten              | -                                |
| Helén Söderqvist-Henriksson | Angelica Malmborg-Eriksson | -                                |
| Jeanette Holmgren           | Marie Karlsson             | -                                |
| Stig Engström               | Jonathan Lindberg          | -                                |
| Niclas Fransson             | Klicken Söderlund          | -                                |
| Åsa Fång                    | -                          | Abogada Defensora                |
| Christoffer Aro             | -                          | Oficial de Policía               |
| Peter Ekedahl               | -                          | Oficial de Policía               |
| Måns Ellmark                | -                          | Oficial de Policía               |
| Christian Kinell            | -                          | Oficial de Policía de Narcóticos |
| Göran Sjögren               | -                          | Oficial de Policía               |
| Margareta Strand            | -                          | Oficial de Policía de Narcóticos |
| Stefan Cronwall             | -                          | Médico                           |
| Oskar Nyman                 | -                          | Hermano Mayor                    |
| Oscar Berntsson             | -                          | Hermano Menor                    |
| Jonna Ekdahl                | -                          | Empleado de la Estación de Gas   |
| Annie Carlsson              | -                          | Joven con Alcancía               |
| Malte Aronsson              | -                          | Jefe de Exploradores             |
| Joaquin Nabi Olsson         | -                          | Florista                         |

## Producción
La película fue dirigida por Richard Holm, escrita por Stefan Ahnhem (en el guion) y basado en la novela de Helene Tursten.
Producida por Johan Fälemark, Hillevi Råberg y Daniel Gylling, en coproducción con Lotta Dolk, Hans-Wolfgang Jurgan, Jessica Ask y Jon Petersson, en asociación con los productores ejecutivos Peter Hiltunen, Mikael Wallen y Anni Faurbye Fernandez.
La música estuvo bajo el cargo de Thomas Hagby, Fredrik Lidin y Johan Strömberg.
La cinematografía estuvo en manos de Andreas Wessberg, mientras que la edición por Fredrik Morheden.
La película fue estrenada el 6 de julio de 2011 en DVD y el 16 de marzo de 2013 en Suecia. 
Filmada en Gotemburgo, Provincia de Västra Götaland, en Suecia.
Contó con la participación de las compañías de producción "Illusion Film & Television" y "Yellow Bird", en co-participación con "Kanal 5".
En el 2011 en Suecia fue distribuida por "Kanal 5" en televisión, en el 2012 en los Países Bajos por "Lumière Home Entertainment" en DVD y por "Film1" televisión limitada. Otra compañía que participó es "Ljudligan" (sonido posproducción)

### Emisión en otros países
| País         | Título                                            | Fecha de Estreno                     |
| ------------ | ------------------------------------------------- | ------------------------------------ |
| Alemania     | Irene Huss, Kripo Göteborg - Der im Dunkeln wacht | 8 de abril de 2012                   |
| Dinamarca    | Irene Huss: Venter i mørket                       | -                                    |
| Países Bajos | -                                                 | 28 de abril de 2012 (estreno en DVD) |
| Polonia      | Inspektor Irene Huss - Ten, kto czuwa noca        | 1 de julio de 2012                   |